# Estrecho de Quíos
El estrecho de Quíos,  o como mencionan algunas fuentes, canal de Quíos, es un estrecho marino relativamente angosto en el mar Egeo Oriental que separa la isla griega de Quíos, de la parte continental de Anatolia, en laturca  región del Egeo. En Turquía es conocido como estrecho de Çeşme.

## Geografía

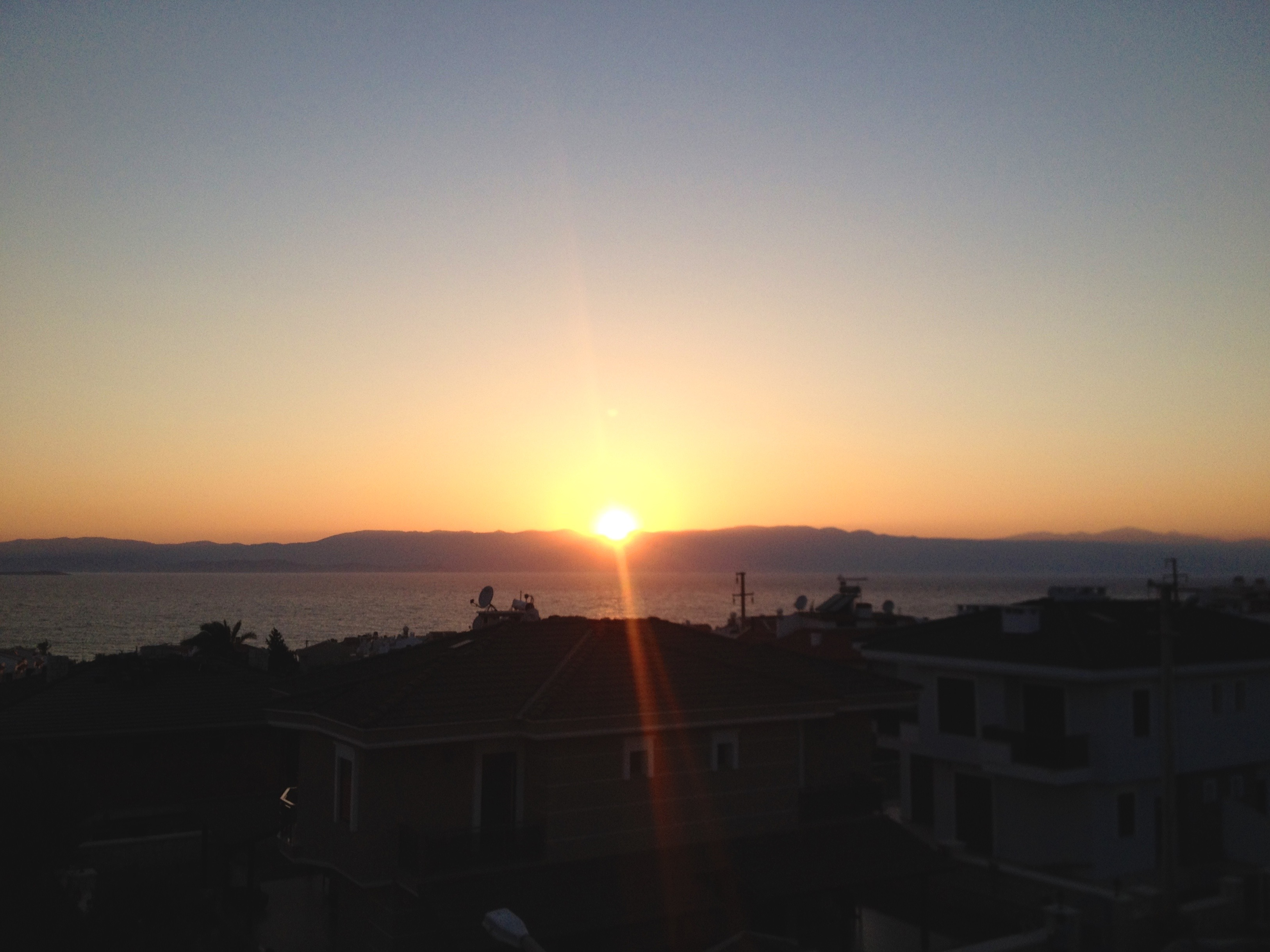
Atardecer sobre las montañas de Chios como se ve desde Çeşme

El estrecho de Chios tiene aproximadamente 3 millas náuticas de ancho, y es el cuerpo de agua que separa la isla de Quíos de los istmos a lo largo del extremo occidental de la península de Karaburun en Turquía. La península alberga muchos distritos y ciudades importantes en la provincia de Esmirna, incluido el municipio de Çeşme, la ciudad más occidental de la península y, por lo tanto, la más cercana a Quíos. Çeşme es una de las ciudades más septentrionales de la Riviera turca, y casi toda su costa está situada a lo largo de las aguas del estrecho.
En muchas situaciones, como en la fotografía de la derecha, las montañas de Quíos y el estrecho de Quíos se pueden ver fácilmente desde Turquía, y viceversa, a lo largo de la costa este de Quíos desde asentamientos como Karfas. Las aguas del estrecho de Quíos son tranquilas y cálidas, lo que lo convierte en un destino turístico y de navegación muy común en las costas griega y turca.